# Rothebusch
Rothebusch ist ein Stadtteil im Oberhausener Stadtbezirk Osterfeld, der am 31. Dezember 2022 5.283 Einwohner zählte und eine Fläche von ca. 1,44 km² aufweist.
Der Stadtteil wird im Norden von Klosterhardt, im Osten von Bottrop im Süden von Osterfeld-Mitte und im Westen vom Stemmersberg (Osterfeld-Heide) begrenzt.

## Statistik
Zum 31. Dezember 2022 lebten 5.283 Einwohner in Rothebusch.
Struktur der Bevölkerung:
- Minderjährigenquote (unter 18-Jährige): 15,7 % (Oberhausener Durchschnitt: 16,9 %)
- Altenquote (über 65-Jährige): 24,8 % (Oberhausener Durchschnitt: 22,2 %)
- Ausländeranteil: 20,3 % (Oberhausener Durchschnitt: 18,2 %)
- Anteil Bevölkerung mit Migrationshintergrund insgesamt: 34,9 % (Oberhausener Durchschnitt: 33,4 %)
- Arbeitslosenquote: 8,4 % (Oberhausener Durchschnitt: 8,5 %)
- SGB-II-Quote: 16,2 % (Oberhausener Durchschnitt: 17,1 %)
- Wohnungsleerstandsquote: 1,7 % (Oberhausener Durchschnitt: 2,3 %)

## Infrastruktur
Rothebusch ist überwiegend von Wohngebieten und Grünflächen mit zahlreichen Kleingärten geprägt. Einkaufs- und Nahversorgungsmöglichkeiten gibt es an der Teutoburger- und Bergstraße. Das Waldstadion, die Spielstätte des Fußballvereins SV Adler Osterfeld, liegt im Ortsteil. Im Westen des Stadtteils liegt der Volksgarten Osterfeld, im Osten der Revierpark Vonderort. Des Weiteren beheimatet der Ortsteil Rothebusch den Spielmannszug Rothebusch 1953 e. V. sowie den Schützenverein Rothebusch 1922 e. V. An der Siepenstraße liegt das Louise-Schroeder-Heim, ein Altenheim der Stadt Oberhausen.
Mit den Buslinien SB 92, SB 93, 263 und 953 des Verkehrsverbundes Rhein-Ruhr ist Rothebusch in das Nahverkehrsnetz eingebunden.
| Linie | Verlauf | Takt (Mo–Fr) | Betreiber |
| ----- | --- | ------------ | --------- |
| SB92  | KönigshardtFalkestr. – Tackenberg – Klosterhardt – Rothebusch – Osterfeld Mitte – OLGA-Park – Neue Mitte Oberhausen – Oberhausen Hbf – Styrum – Alstaden – Fröbelplatz Linie verkehrt zwischen OLGA-Park und Oberhausen Hbf über die ÖPNV-Trasse Oberhausen                     | 20 min       | STOAG     |
| SB93  | Tackenberg – Klosterhardt – Rothebusch – Osterfeld Mitte – OLGA-Park – Neue Mitte Oberhausen – Bismarckstraße – Oberhausen Hbf – Bero-Zentrum Süd – DU-Obermeiderich Bf – Alstaden Fröbelplatz Linie verkehrt zwischen OLGA-Park und Lipperfeld über die ÖPNV-Trasse Oberhausen | 20 min       | STOAG     |
| 263   | OB-Sterkrade Bf – Klosterhardt – Rothebusch Nord – Fuhlenbrock Geibelstr. – Bottrop ZOB Berliner Platz – Batenbrock Prosperstr. – Bottrop-Welheim – Essen-Karnap, Boyer Straße                                                                                                  | 20 min       | Vestische |
| 953   | Bottrop-Fuhlenbrock Spechtstr. – Klosterhardt – Rothebusch – Osterfeld Mitte – OLGA-Park – Neue Mitte Oberhausen – Knappenmarkt – Bermensfeld – Dümpten – Schlad Wehrstr. Linie verkehrt zwischen OLGA-Park und Lipperfeld über die ÖPNV-Trasse Oberhausen                      | 60 min       | STOAG     |